# Кубок шотландської ліги з футболу 2003—2004
Кубок шотландської ліги 2003–2004 — 58-й розіграш Кубка шотландської ліги. Змагання проводиться за системою «плей-оф», де і визначають переможця. Переможцем вперше став Лівінгстон.

## Календар
| Раунд        | Дата                      | Матчі | Клуби   |
| ------------ | ------------------------- | ----- | ------- |
| Перший раунд | 2-3 вересня 2003          | 14    | 42 → 28 |
| Другий раунд | 23-24 вересня 2003        | 12    | 28 → 16 |
| 1/8 фіналу   | 28 жовтня - 4 лютого 2003 | 8     | 16 → 8  |
| 1/4 фіналу   | 2-18 грудня 2003          | 4     | 8 → 4   |
| 1/2 фіналу   | 3-5 лютого 2004           | 2     | 4 → 2   |
| Фінал        | 14 березня 2004           | 1     | 2 → 1   |

## Перший раунд
| Команда 1                     | Рахунок | Команда 2            |
| ----------------------------- | ------- | -------------------- |
| 2 вересня 2003                |         |                      |
| Арброт (3)                    | 1:0     | Рейт Роверз (2)      |
| Ейр Юнайтед (2)               | 1:2     | Дамбартон (3)        |
| Ковденбіт (4)                 | 3:0     | Аллоа Атлетік (3)    |
| Іст Файф (3)                  | 0:2     | Ейрдрі Юнайтед (3)   |
| Іст Стерлінгшир (4)           | 1:2     | Росс Каунті (2)      |
| Елгін Сіті (4)                | 0:4     | Бріхін Сіті (2)      |
| Форфар Атлетік (3)            | 1:0     | Бервік Рейнджерс (3) |
| Гретна (4)                    | 1:2     | Пітергед (4)         |
| Гамільтон Академікал (3)      | 3:2     | Альбіон Роверз (4)   |
| Інвернесс Каледоніан Тісл (2) | 1:2     | Квінз Парк (4)       |
| Монтроз (4)                   | 2:0     | Стерлінг Альбіон (4) |
| Сент-Міррен (2)               | 0:2 дч  | Сент-Джонстон (2)    |
| Стенхаузмур (3)               | 1:2     | Квін оф зе Саут (2)  |
| 3 вересня 2003                |         |                      |
| Грінок Мортон (3)             | 2:0     | Странрар (4)         |

## Другий раунд
| Команда 1          | Рахунок      | Команда 2                |
| ------------------ | ------------ | ------------------------ |
| 23 вересня 2003    |              |                          |
| Арброт (3)         | 3:4 дч       | Фолкерк (2)              |
| Данді Юнайтед      | 3:1          | Грінок Мортон (3)        |
| Абердин            | 3:1          | Дамбартон (3)            |
| Клайд (2)          | 2:1          | Ейрдрі Юнайтед (3)       |
| Бріхін Сіті (2)    | 1:0          | Кілмарнок                |
| Форфар Атлетік (3) | 3:3 пен. 4:2 | Мотервелл                |
| Сент-Джонстон (2)  | 3:2 дч       | Гамільтон Академікал (3) |
| Квінз Парк (4)     | 1:3          | Лівінгстон               |
| Гіберніан          | 9:0          | Монтроз (4)              |
| Росс Каунті (2)    | 0:3          | Квін оф зе Саут (2)      |
| 24 вересня 2003    |              |                          |
| Данфермлін Атлетік | 2:0          | Ковденбіт (4)            |
| Пітергед (4)       | 2:2 пен. 2:4 | Партік Тісл              |

## 1/8 фіналу
| Команда 1         | Рахунок | Команда 2           |
| ----------------- | ------- | ------------------- |
| 28 жовтня 2003    |         |                     |
| Абердин           | 5:0     | Бріхін Сіті (2)     |
| Рейнджерс         | 6:0     | Форфар Атлетік (3)  |
| Сент-Джонстон (2) | 3:2     | Данфермлін Атлетік  |
| Гіберніан         | 2:1     | Квін оф зе Саут (2) |
| 29 жовтня 2003    |         |                     |
| Клайд (2)         | 2:5     | Данді               |
| Данді Юнайтед     | 0:1     | Лівінгстон          |
| Гарт оф Мідлотіан | 2:1     | Фолкерк (2)         |
| 4 грудня 2003     |         |                     |
| Партік Тісл       | 0:2     | Селтік              |

## 1/4 фіналу
| Команда 1      | Рахунок | Команда 2         |
| -------------- | ------- | ----------------- |
| 2 грудня 2003  |         |                   |
| Абердин        | 2:3 дч  | Лівінгстон        |
| 3 грудня 2003  |         |                   |
| Данді          | 1:0 дч  | Гарт оф Мідлотіан |
| Рейнджерс      | 3:0     | Сент-Джонстон (2) |
| 18 грудня 2003 |         |                   |
| Гіберніан      | 2:1     | Селтік            |

## 1/2 фіналу
| Команда 1     | Рахунок      | Команда 2  |
| ------------- | ------------ | ---------- |
| 3 лютого 2004 |              |            |
| Данді         | 0:1          | Лівінгстон |
| 5 лютого 2004 |              |            |
| Гіберніан     | 1:1 пен. 4:3 | Рейнджерс  |

## Фінал
| 14 березня 2004 |

| Гіберніан | 0:2      | Лівінгстон                |
| --------- | -------- | ------------------------- |
|           | Протокол | Ліллі 50' Макаллістер 52' |

| Гемпден-Парк, Глазго Глядачів: 45 500 Арбітр: Віллі Янг |